# Hold My Girl
Hold My Girl is een nummer van de Britse zanger George Ezra uit 2018. Het is de vierde single van zijn tweede studioalbum Staying at Tamara's.
Het rustige liefdesliedje werd platina in het Verenigd Koninkrijk, Ezra's thuisland. Het wist daar de 8e positie te behalen in de hitlijsten. In Nederland moest het nummer het echter met een 12e positie in de Tipparade doen, terwijl het in de Vlaamse Ultratop 50 een bescheiden 26e positie behaalde.